# Alewtina Michailowna Iwanowa
Alewtina Michailowna Iwanowa (russisch Алевтина Михайловна Иванова, engl. Transkription Alevtina Ivanova; * 22. Mai 1975 in Joschkar-Ola) ist eine russische Langstreckenläuferin, die sich auf den Marathon spezialisiert hat.
2002 siegte sie beim Prag-Marathon. Beim Honolulu-Marathon belegte sie einmal den zweiten (2003), zweimal den dritten (2002 und 2005) und einmal den vierten Platz (2004).
2007 und 2008 gewann sie den Nagano-Marathon, jeweils mit persönlicher Bestzeit (2:27:49 bzw. 2:26:38).